# Izobraževalno preverjanje
Preverjanje znanja je zbiranje informacij o tem, kako učenec, dijak ali študent dosega cilje oziroma standarde znanja iz učnih načrtov. 
Doseganje ciljev oziroma standardov znanja iz učnih načrtov učitelj preverja pred, med in ob koncu obravnave učnih ciljev ali vsebin. Zato preverjanje pogosto delijo na začetno (vstopno), sprotno, končno in diagnostično. 
Ocenjevanje je oblika preverjanja, s katero se ugotavlja in vrednoti, v kolikšni meri izobraževanec dosega v učnem načrtu določene cilje oziroma standarde znanja. Učitelj ocenjevanje znanja opravi po obravnavi učne tematike in po opravljenem preverjanju znanja doseganja oz. usvajanja teh ciljev in vsebin.